# Joachim Kupke

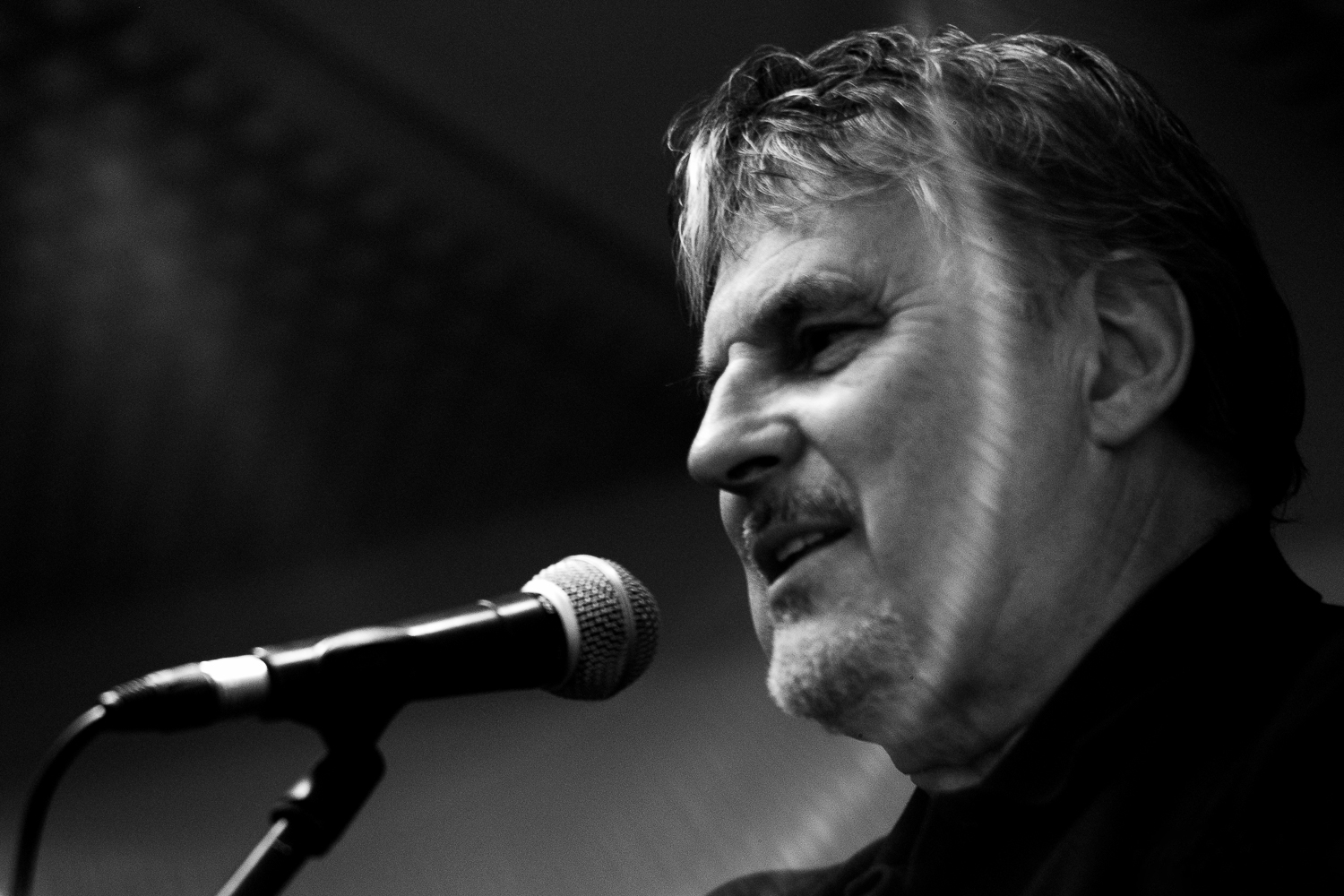
Joachim Kupke (2014)

Joachim Kupke (* 21. Mai 1947 in Sindelfingen) ist ein deutscher Maler und Grafiker. Seit den 1970er Jahren ist Kupke auch als Musiker, Texter und Komponist der Band „If you wanted to“ tätig.

## Leben
Joachim Kupke besuchte von 1965 bis 1967 die Werkkunstschule A. L. Merz in Stuttgart. Von 1967 bis 1972 studierte er an der Staatlichen Akademie der Bildenden Künste Stuttgart bei Rudolf Haegele.
Dem Studium schloss sich ein längerer Studienaufenthalt in den USA an. Dort entstanden Fotografien, die Menschen in Alltagssituationen zeigen und zugleich Material für das spätere Werk waren, so Columbus/Ohio (1971).
Seit 1972 als freischaffender Maler und Graphiker tätig, wurde Kupke 1980 Mitglied im Künstlerbund Baden-Württemberg. In dieser Zeit entstanden Cartoons, die u. a. im Playboy, Il Mago, der Stuttgarter Zeitung und Pardon publiziert wurden. 1977 erschien sein erster Cartoon-Bande horror sapiens. Aus dieser Zeit stammen auch Zeichnungen und Ölbilder, die sich in ungewohnter Form mit Malerei und Kunst auseinandersetzen, so Landschaft mit Seiltänzer (1979/1980).
Nach einer Reihe von Einzel- und Gruppenausstellungen erhielt Kupke 1981 ein Stipendium der Kunststiftung Baden-Württemberg. 1986 schloss sich ein Stipendium der Stadt Sindelfingen an.
Joachim Kupke ist seit 1995 verheiratet.

## Rezeption
In den Anfängen war Joachim Kupke mit seinen Werken dem Fotorealismus nahe, mit einem Hang zu skurrilen Motivverbindungen, die surreal anmutend, aber schon des Künstlers grundlegende Fragestellung nach dem Original und dessen Infragestellung in der modernen Kunst des 20. Jahrhunderts in sich tragen. „(….) Die Paradoxie von Reproduktion und Original ist für Joachim Kupke Bestandteil von Leben und Kunst, zugleich Antrieb einer auch spielerischen Erforschung von Originalität.“

## Galerie

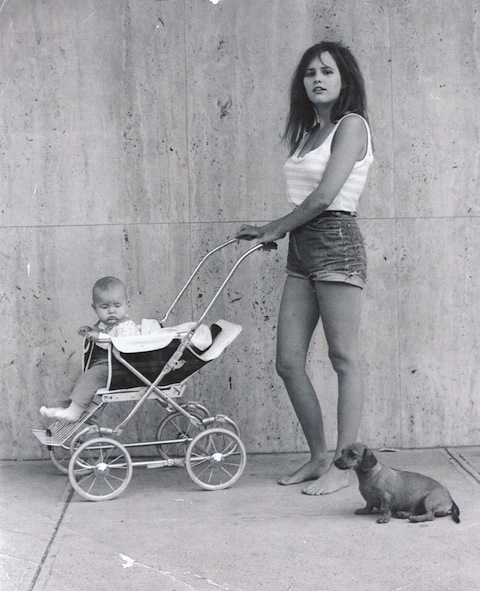
Columbus, Ohio, Joachim Kupke, 1971
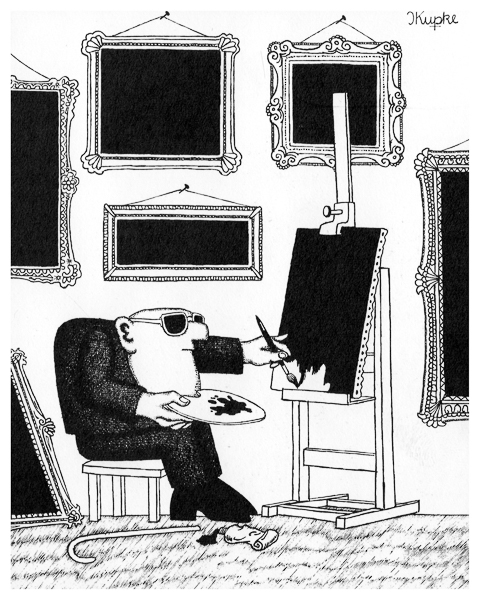
Horror sapiens, Joachim Kupke, Cartoon, 1971
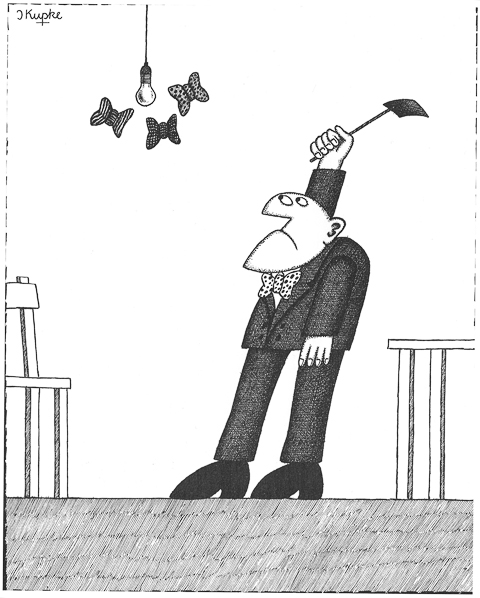
Geschlossene Gesellschaft, Joachim Kupke, Cartoon 1983
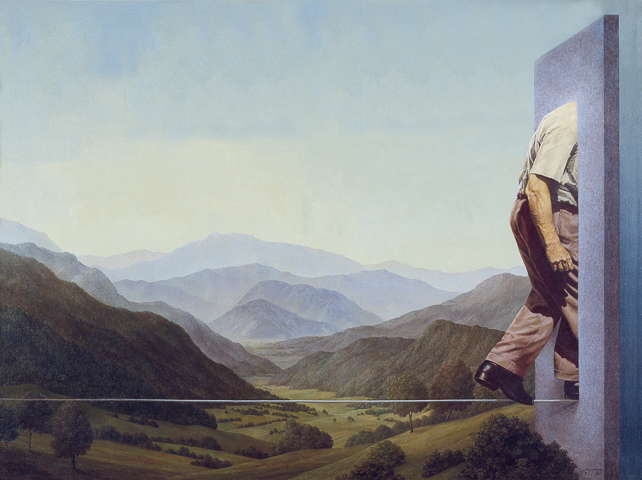
Landschaft mit Seiltänzer, Joachim Kupke, Öl auf Leinwand, 1979
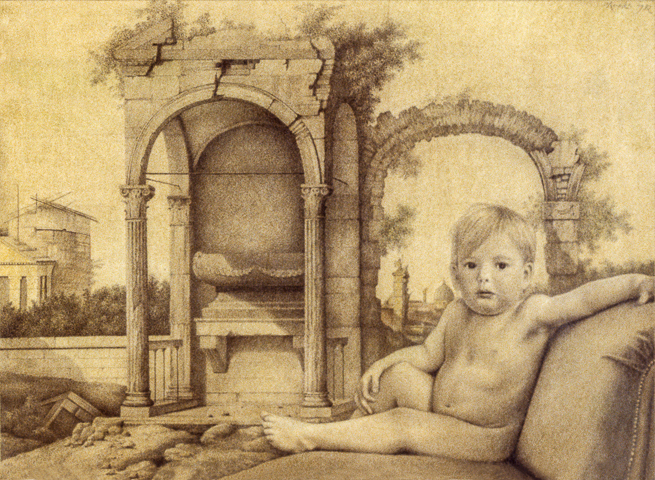
Für Kläuschen ein schöner Hintergrund von Canaletto, Joachim Kupke, Bleistift, Buntstift auf Papier, 1982
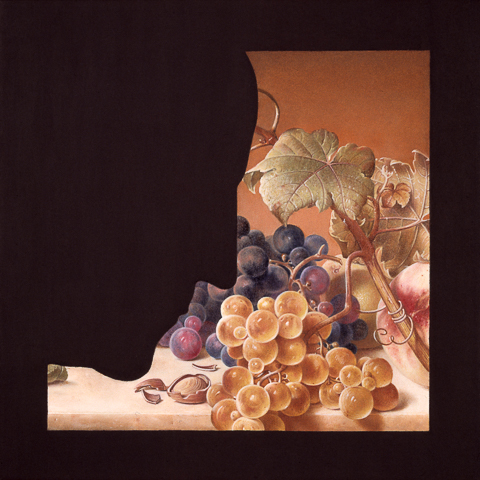
Pour Robert Lebel, Joachim Kupke, Acryl, Öl auf Leinwand, 2003
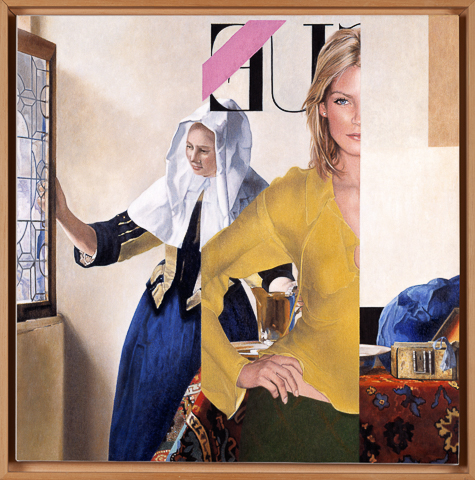
Zimmer in Delft(3), Joachim Kupke, Öl auf Leinwand, 2006
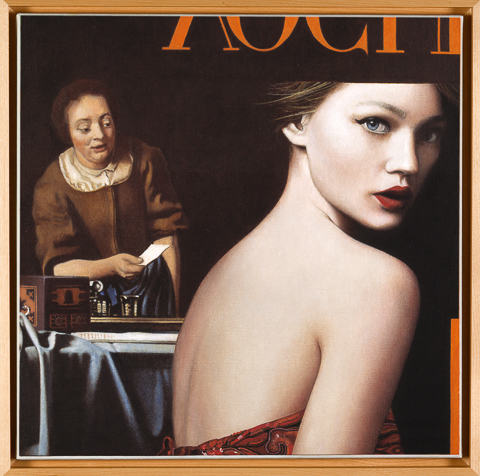
Zimmer in Delft (Mistress and Maid), Joachim Kupke, Öl auf Leinwand, 2007
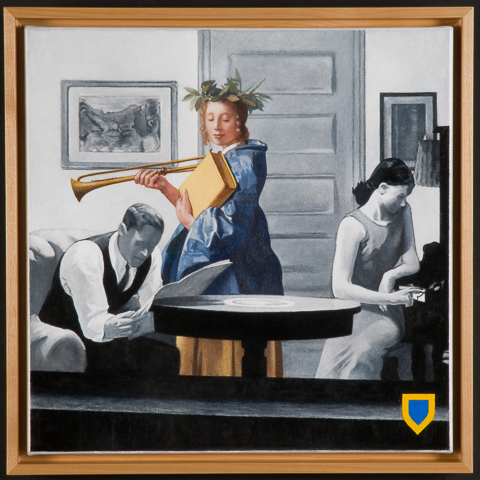
Zimmer in New York, Joachim Kupke, Öl auf Leinwand, 2009
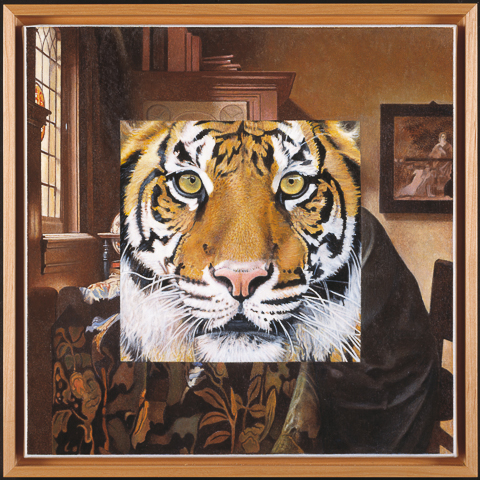
Zimmer in Delft Passepartout, Joachim Kupke, Öl auf Leinwand 2010
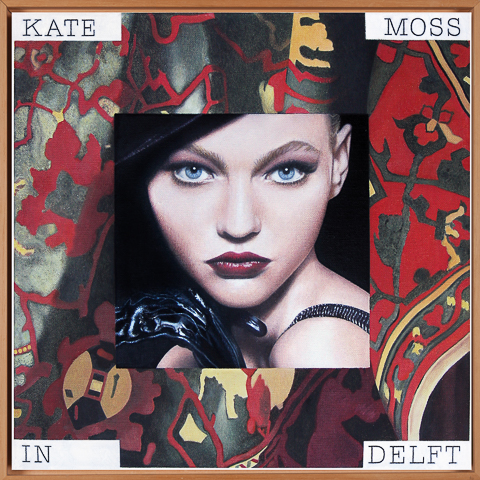
Kate Moss in Delft, Joachim Kupke, Öl auf Leinwand 2010–2011
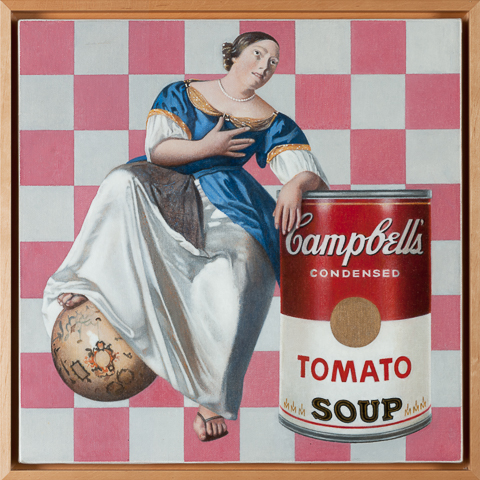
Allegory of Faith (Geertruyt Soup), Joachim Kupke, Öl auf Leinwand 2012
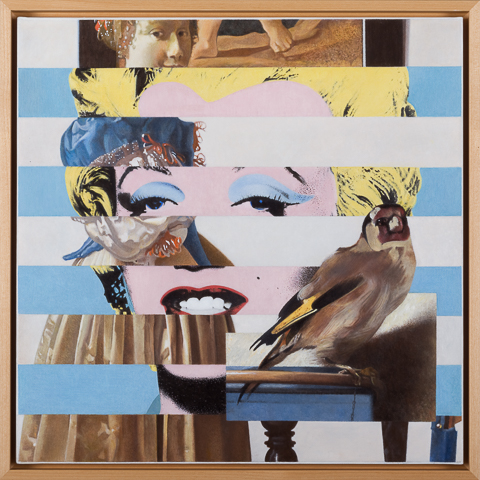
Silence of Songbirds, Joachim Kupke, Öl auf Leinwand 2013–2014
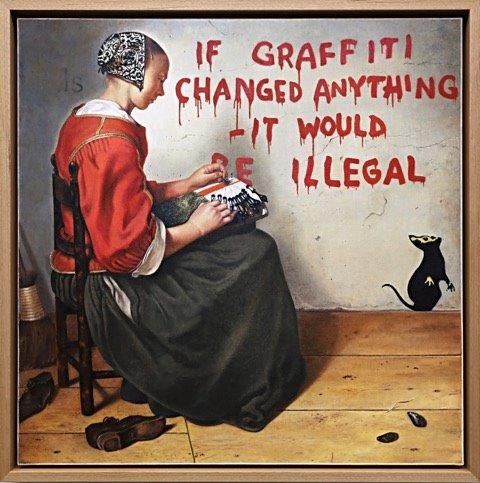
Dutch Interior No.1 (corrected Banksy) Joachim Kupke, Öl auf Leinwand 2014 2015

## Ausstellungen
- 1972 „Kritischer Realismus“, Galerie am Jacobsbrunnen, Stuttgart
- 1974 Kunstverein Heidenheim, Galerie Akzent
- 1979 Galerie Walther, Düsseldorf
- 1983 Galerie der Stadt Sindelfingen
- 1990 Kleine Galerie des Kulturbundes, Torgau
- 1991 Galerie Zaiss, Aalen
- 1991 „Bilder“, Kunstkreis Spaichingen
- 1994 "Rätsel des Verständlich Schönen", Galerie Burg, Leinfelden-Musberg
- 1997 „Ölbilder und Peintagen“, Galerie Geiger, Kornwestheim
- 1999 „Ölbilder und Peintagen“, Galerie Burg, Leinfelden-Musberg
- 2000 „Ölbilder und Peintagen“, Galerie Geiger, Konstanz
- 2000 „Corrected Ready-Mades / Peintagen“, Galerie am Pfleghof, Tübingen
- 2003 „Kunst.Frauen“ Kunstforum Weil der Stadt, Wendelinskapelle
- 2003 „Kunst.Frauen“ Galerie am Pfleghof, Tübingen
- 2004 „Aperto“, Galerie Geiger, Konstanz
- 2004 „Aperto“, Galerie und Edition Zeherit, Dreisslingen-Lauffen
- 2006 „Das Gesamtwerk“,  Galerie der Stadt Sindelfingen
- 2007 „Appropriate Appropriations“, neue Ölbilder und frühe Fotos, Galerie Geiger, Konstanz
- 2011 „12 Künstler - 12 Wege. Ausgangspunkt Stuttgarter Kunstakademie“, Galerie Schlichtenmaler Stuttgart
- 2014 „Kate Moss in Delft“, Malerei und Zeichnungen, Kultur- und Museumszentrum Schloss Glatt, Sulz am Neckar[6][7]
- 2015 „Kate Moss in Delft“,  Galerie der Stadt Sindelfingen[8]
- 2015 "Kate Moss in Delft", Galerie d'art, Corbeil-Essonnes, France[9]
- 2017 "Homage to Modern Art", Galerie Schlichtenmaier, Schloss Dätzingen, Grafenau[10]
- 2018 "Ceci n'est pas un Cranach", Malerei von Joachim Kupke, Kronacher Synagoge, Kronach
- 2019 „Werke von 1972 bis heute“, Gemälde, Peintagen, Zeichnungen, Prints,  Kunstverein Heidenheim
- 2019 „Frühe Fotos, späte Bilder. Skulptur“, Galerie der Stadt Sindelfingen

## Ausstellungsbeteiligungen (Auswahl)
- 1970 „Vier junge Künstler aus Frankreich und Deutschland“, Kurfürstliches Schloss Mainz
- 1971 „Internationaler Salon Paris Sud“, Juvisy, Frankreich
- 1973 Museum zu Allerheiligen, Schaffhausen, Schweiz
- ab 1973 Teilnahme an Jahresausstellungen des Künstlerbundes Baden-Württemberg und des Württembergischen Kunstvereins
- 1978 Sechzehn Künstler, Württembergischer Kunstverein Stuttgart
- 1979 „25 Ans d'Art en Baden-Württemberg“, Palais du Rhin, Straßburg/Frankreich
- 1988 „2 villes 5 artistes“, CAC Pablo Neruda, Corbeil-Essonnes/Frankreich
- 2005 „15 aus 30“, 30 Jahre Galerie Geiger, Konstanz
- 2006 „Figurative Bildwelten“, Galerie Schlichtenmaler, Stuttgart
- 2007 „Gestochen scharf! Die Kunst zu reproduzieren“, Zeppelin Museum, Friedrichshafen
- 2007 „Die Surrealität des Alltäglichen“, Galerie Schlichtenmaler, Stuttgart
- 2013 „Das Antlitz!“, Württembergischer Kunstverein Stuttgart
- 2019 „what’s up?!“, Zeitgenössische Positionen, Galerie Schlichtenmaler, Schloss Dätzingen, Grafenau
- 2019 „25 Jahre Kunstforum Weil der Stadt“, Wendelinskapelle, Weil der Stadt
- 2020 „Plug In“, Künstlerbund Baden-Württemberg, Vertretung des Landes Baden-Württemberg beim Bund, Berlin
- 2021 „Blick nach vorn - Aufbruch in die 2020er Jahre“, Galerie Schlichtenmaier, Schoss Dätzingen, Grafenau
- 2021 „Prognose“,  Württembergischer Kunstverein Stuttgart
- 2021 „150 Jahre Landschaftsmalerei“, Galerie Schlichtenmaier, Schloss Dätzingen, Grafenau